# Amour, Gloire et Beauté
Pour l'épisode de série télévisée, voir Amour, Gloire et Bonté.
Production
Diffusion
Chronologie
Les Feux de l’Amour
Amour, Gloire et Beauté (sur Antenne 2 puis France 2 et TF1), Top Modèles au Québec (The Bold and the Beautiful) ou Top Models en Belgique, au Luxembourg, au Maroc et en Suisse est un feuilleton télévisé américain, créé par William Joseph Bell et Lee Phillip Bell, diffusé depuis le 23 mars 1987 sur le réseau CBS.

## Synopsis
Sur fond de luxe et de haute couture, les Forrester, les Spectra, les Logan, les Marone et les Spencer cachent bien des secrets sous les paillettes et le glamour apparents. Entre romance et trahisons, ces familles se déchirent depuis plus de trente ans au cœur de la ville de Los Angeles.
Le feuilleton était initialement centré sur la vie des familles Forrester, Spencer et Logan. En 1989, la famille Spectra est apparue afin de concurrencer les Forrester dans le milieu de la mode grâce à la maison de haute couture Spectra Fashions. Le clan a fini par s'éteindre peu à peu à la suite des décès de Macy Alexander (2003) et Darla Einstein (2006) et au départ du chef de famille Sally Spectra (en raison du décès de l'actrice Darlene Conley en 2007).
L'année 2003 a vu l'émergence d'une nouvelle famille, les Marone, évoluant d'abord dans le milieu des affaires maritimes puis dans le domaine de la mode lors de l'acquisition des Créations Forrester.
Depuis 2006, on assiste à la résurgence de la famille Logan qui s'était effacée depuis plusieurs années (seule Brooke Logan était restée vivre à Los Angeles).
En 2009, le retour éphémère de Joanna Johnson réintroduit la famille Spencer absente depuis plusieurs années qui prend encore plus d'importance en 2012 (dernière recrue : la jeune Caroline Spencer, fille de Karen) après l'éviction des Marone. En 2017, pour les trente ans de la série, la famille Spectra est revenue à Los Angeles. Il s'agit de la petite nièce de Sally Spectra, prénommée Sally aussi, revenue avec sa grand-mère Sherley. Le petit-fils de Saul revient comme couturier, son grand-père était l'assistant de Sally. Sally veut reprendre l'affaire familiale, son cousin Clarki lui donne trois mois sinon il devra vendre l'immeuble.
Et, en 2017, contre toute attente, se produit le retour de Sheila Carter, mariée dans les années 1990 à Eric Forrester, qui refait également une apparition en 2021 en révélant qu'elle est la mère de Finn, le nouveau mari de Steffy Forrester. En 2018, Hope Logan revient et Bill Spencer est victime d'un tir d'arme à feu. En 2021, Deacon, le père de Hope réapparaît après avoir été en prison.

## Diffusion
Il est le deuxième feuilleton le plus regardé derrière Les Feux de l'amour avec 36,2 millions de téléspectateurs[réf. nécessaire].
Les deux personnages les plus anciens encore présents dans la série avec le même interprète sont Eric Forrester et Brooke Logan.
Bradley P. Bell, le fils de William Joseph et Lee Phillip, est le producteur exécutif depuis 1995.
Il est, en 2025, le troisième et dernier feuilleton américain le plus ancien toujours en production, après Hôpital central et Les Feux de l'amour.
En Suisse, le feuilleton est diffusé à partir du 29 décembre 1987 sur RTS Un (trois mois de décalage).
En Belgique et au Luxembourg, sur RTL-TVI (dix mois de décalage).
En France, le feuilleton est diffusé du 12 juin 1989, sous le titre Top Models sur Antenne 2 (devenue France 2 en 1992), puis sous le titre Amour, Gloire et Beauté à partir du 17 septembre 1990 (onze mois de décalage) au 30 décembre 2022. Depuis le 2 janvier 2023, le feuilleton est diffusé sur TF1 dès 10 h 30 jusqu'au 22 août 2025. Depuis le 4 septembre 2023, le feuilleton est également diffusé sur TF1 Séries Films dès 6 h 15 puis uniquement sur cette chaine à compter du 25 août 2025.
Au Maroc, sur 2M depuis l'automne 1989 et au Québec, depuis le 2 septembre 1991 sur le réseau TVA (dix mois de décalage).
Le jeudi 23 mars 2017, le feuilleton a fêté ses 30 ans de diffusion à la télévision américaine.
Le 8 000e épisode a été diffusé le 4 janvier 2019 sur CBS.
La diffusion de la série télévisée en Suisse sur RTS1, n'ayant que 4 mois de différence avec les États-Unis dans la diffusion des épisodes, est aussi arrêtée, faute de doublage français. L'épisode s'est arrêté le 1er mai à l'épisode 8262.
Le 14 juillet, la RTS annonce que le feuilleton reprendra le 24 août 2020. En Amérique, CBS annonce que B&B reviendra le 20 juillet 2020.
La Suisse aura de nouveau plus de 4 mois d’écart avec la diffusion américaine.
Le 9 000e épisode a été diffusé le 18 avril 2023 sur CBS.
Le mercredi 23 mars 2022, le feuilleton a fêté ses 35 ans de diffusion à la télévision américaine.
Le feuilleton a été renouvelé par CBS jusqu'en 2024.
Le soap est renouvelé par CBS pour une année supplémentaire soit jusqu'au printemps 2025.

## Distribution
De la distribution originale, seuls les personnages de Brooke et d'Eric sont encore incarnés par leurs acteurs originels.
Note : Vu le grand nombre d'acteurs liés à cette série, seuls ceux présents au générique sont listés ici.

### Personnages et acteurs réguliers actuels
| Acteurs                  | Personnages               | Années                                 | Voix françaises      |
| ------------------------ | ------------------------- | -------------------------------------- | -------------------- |
| Kimberlin Brown (en)     | Sheila Carter             | 1992-1998, 2002-2003, 2017-2018, 2021- | Laurence Charpentier |
| Rebecca Budig            | Taylor Hayes              | 2024-                                  | Dominique Vallée     |
| Scott Clifton            | Liam Spencer              | 2010-                                  | Jonathan Amram       |
| Delon De Metz            | Zende Dominguez           | 2020-                                  | Namakan Koné         |
| Don Diamont              | Bill Spencer Jr.          | 2009-                                  | Daniel Lafourcade    |
| Laneya Grace             | Electra Forrester         | 2024-                                  | Charlotte Hervieux   |
| Murielle Hilaire         | Daphne Rose               | 2025-                                  | Diane Kristanek      |
| Sean Kanan               | Deacon Sharpe             | 2000-2005, 2012, 2014-2017, 2021-      | Jérôme Rebbot        |
| Thorsten Kaye            | Ridge Forrester           | 2013-                                  | Philippe Valmont     |
| Katherine Kelly Lang     | Brooke Logan              | 1987-                                  | Dominique Dumont     |
| John McCook              | Eric Forrester            | 1987-                                  | Philippe Dumond      |
| Crew J. Morrow           | Will Spencer              | 2024-                                  | Clément Corinthe     |
| Annika Noelle (en)       | Hope Logan                | 2018-                                  | Chloé Berthier       |
| Tanner Novlan (en)       | John Finnegan             | 2020-                                  | Valéry Schatz        |
| Romy Park                | Poppy Nozawa              | 2023-                                  | Nathalie Karsenti    |
| Lawrence Saint-Victor    | Carter Walton             | 2013-                                  | Christophe Peyroux   |
| Heather Tom              | Katie Logan               | 2007-                                  | Marine Boiron        |
| Jacqueline MacInnes Wood | Steffy Forrester Finnegan | 2008-2013, 2015-                       | Florine Orphelin     |
| Lisa Yamada              | Luna Nozawa               | 2023-                                  | Geneviève Doang      |

### Personnages et acteurs récurrents actuels
| Acteurs               | Personnages       | Années                                  | Voix françaises                     |
| --------------------- | ----------------- | --------------------------------------- | ----------------------------------- |
| Jamison Belushi       | April             | 2025-                                   |                                     |
| Ashleigh Brewer       | Ivy Forrester     | 2014-2018, 2024-                        | Ludivine Maffren                    |
| Dick Christie (en)    | Charlie Webber    | 2013-                                   | Jérôme Wiggins                      |
| Jennifer Gareis       | Donna Logan       | 2006-                                   | Gaëlle Savary                       |
| Ashley Jones          | Bridget Forrester | 2004-2011, 2013, 2015-2016, 2018, 2020- | Françoise Escobar                   |
| Ted King              | Jack Finnegan     | 2021-                                   | Cyrille Monge                       |
| Dan Martin (en)       | Bradley Baker     | 1997-2018, 2021-                        | Frédéric Norbert                    |
| Naomi Matsuda         | Li Finnegan       | 2021-                                   | Daria Levannier                     |
| Sophia Paras-McKinley | Kelly Spencer     | 2022-                                   |                                     |
| Alley Mills           | Pamela Douglas    | 2006-2022, 2024-                        | Martine Meiraghe puis Denise Metmer |
| Aaron D. Spears (en)  | Justin Barber     | 2009-2022, 2024-                        | Frantz Confiac                      |
| Christian Weissmann   | Remy Pryce        | 2024-                                   | Kylian Trouillard                   |

### Personnages et acteurs - actrices passés
| Acteurs              | Personnages                    | Années                                        | Voix françaises                        |
| -------------------- | ------------------------------ | --------------------------------------------- | -------------------------------------- |
| Marla Adams          | Elizabeth Henderson Logan (#3) | 1991                                          |                                        |
| Krista Allen         | Taylor Hayes (#2)              | 2021-2023                                     | Dominique Vallée                       |
| Marilyn Alex         | Molly Carter                   | 1992-1998                                     | Anne-Marie Haudebourg                  |
| Jeff Allin           | Lt. Bruke                      | 1988-1995                                     |                                        |
| Teri Ann Lynn        | Kristen Forrester (#1)         | 1987-1990, 1992, 1994                         | Nathalie Gazdik                        |
| Matthew Atkinson     | Thomas Forrester (#4)          | 2019-2024                                     | Romain Altché                          |
| Judith Baldwin       | Elizabeth Henderson Logan (#1) | 1987                                          |                                        |
| Texas Battle         | Marcus Forrester               | 2008-2013                                     | Tristan Petitgirard                    |
| Brandon Beemer       | Owen Knight                    | 2008-2012                                     | Olivier Chauvel                        |
| Paulo Benedeti       | Antonio Dominguez              | 2001-2002, 2012, 2013, 2017                   | Eric Aubrahn                           |
| Angela Bishop        | J.J                            | 2017, 2018, 2022, 2023                        |                                        |
| Kayla Blake          | Trish                          | 1988-1993                                     |                                        |
| Katrina Bowden       | Florence Logan                 | 2019-2022                                     | Sylvie Jacob                           |
| Adain Bradley        | Xander Bradley                 | 2018-2019, 2023-2024                          | Nicolas Dussaut                        |
| Shannon Bradley      | Katherine                      | 2000-2008                                     | Anne Tilloy                            |
| Darin Brooks         | Wyatt Spencer                  | 2013-2024                                     | Pascal Nowak                           |
| Ian Buchanan         | James Warwick                  | 1993-1998, 2002, 2004, 2008, 2009, 2011, 2017 | Érik Colin puis Patrice Baudrier       |
| Nancy Burnett        | Elizabeth Henderson Logan (#2) | 1987-1989, 1994, 1996-1998, 2000, 2001        |                                        |
| Mick Cain            | CJ Garrison                    | 1998-2004, 2007, 2010, 2017                   | Alexis Tomassian                       |
| Joseph Campanella    | Jonathan Young                 | 1996-2005                                     |                                        |
| Brian Patrick Clarke | Storm Logan (#2)               | 1990-1991                                     |                                        |
| Andrew Collins       | Jarret Maxwell                 | 2004-2018                                     | Olivier Cordina                        |
| Darlene Conley       | Sally Spectra Sr.              | 1988-2006                                     | Lucie Dolène                           |
| Zack Conroy          | Olivier Jones                  | 2010-2015                                     | Fabien Briche                          |
| Cassandra Creech     | Grace Buckingham               | 2022                                          | Annie Milon                            |
| Lane Davies          | Ridge Forrester (#2)           | 1993                                          | Julien Thomast                         |
| William DeVry        | Storm Forrester (#3)           | 2006-2008, 2012                               | Laurent Mantel                         |
| Michael Dietz        | Mark MacClaine (#2)            | 2002-2003, 2005                               |                                        |
| Phyllis Diller       | Gladys Pope                    | 1999-2004, 2012                               |                                        |
| Colleen Dion         | Felicia Forrester (#1)         | 1990-1992, 1997, 2004                         |                                        |
| Lesley-Anne Down     | Jackie Marone                  | 2003-2012                                     | Sylvie Ferrari                         |
| Patrick Duffy        | Stephan Logan (#2)             | 2006-2011, 2022                               | Philippe Ogouz                         |
| Sandra Ferguson      | Brooke Logan (#3)              | 1997                                          |                                        |
| Susan Flannery       | Stephanie Forrester            | 1987-2012, 2018                               | Martine Messager puis Liliane Patrick  |
| Rome Flynn           | Zende Dominguez (#1)           | 2015-2017                                     | Namakan Koné                           |
| Pierson Fodé         | Thomas Forrester (#3)          | 2015-2018                                     | Romain Altché                          |
| Michael Fox          | Saul Feinberg Sr.              | 1989-1996                                     | Robert Le Béal                         |
| Adrienne Frantz      | Amber Moore                    | 1997-2005, 2010-2012                          | Veronique Picciotto                    |
| Linsey Godfrey       | Caroline Spencer               | 2012-2018                                     | Julie Turin                            |
| Theodora Greece      | Alison Montgomery              | 2011-2018                                     | Edwige Lemoine                         |
| Adam Gregory         | Thomas Forrester (#2)          | 2010-2014                                     | Tony Marot                             |
| Jacqueline Hahn      | Bonnie Caspary                 | 2005-2006, 2008-2013, 2017                    |                                        |
| Ken Hanes            | Mike Guthrie                   | 1993-1999, 2010, 2022-2023                    | Philippe Ariotti                       |
| Winsor Harmon        | Thorne Forrester               | 1996-2016, 2022-2023                          | Michel Dodane puis Mathieu Buscatto    |
| Emily Harrison       | Bridget Forrester (#1)         | 2004                                          |                                        |
| Schae Harrison       | Darla Einstein Forrester       | 1989-2007, 2014, 2016                         | Solange Boulanger                      |
| Steven Hartman       | Rick Forrester (#1)            | 1995-1997                                     | Brigitte Lecordier                     |
| Rick Hearst          | Whipple Jones                  | 2002, 2009-2012                               | Constantin Pappas                      |
| Catherine Hickland   | Brooke Logan (#2)              | 1987                                          |                                        |
| Joshua Hoffman       | R.J. Forrester                 | 2023-2024                                     | Jim Redler                             |
| Courtney Hope        | Sally Spectra                  | 2017-2020                                     | Aurore Bonjour                         |
| Brent Jasmer         | Irving "Sky" Donovan           | 1992-1996                                     | Jean-Pierre Falloux                    |
| Joanna Johnson       | Karen Spencer                  | 1991-1994, 2009, 2011-2014                    | Marie-Martine Bisson                   |
| Lesli Kay            | Felicia Forrester (#2)         | 2005-2014, 2016                               | Juliette Degenne                       |
| Lauren Koslow        | Margo MacClaine Lynley         | 1987-1992, 2002                               | Annie Balestra                         |
| Zachariah Koslow     | Mark MacClaine (#1)            | 1988-1992                                     | Laurent Morteau                        |
| Kyle Lowder          | Rick Forrester (#4)            | 2007-2011                                     | Stéphane Roux                          |
| Joseph Mascolo       | Massimo Marone IV              | 2001-2006                                     | Jean Barney puis Maurice Sarfati       |
| Kimberly Matula      | Hope Logan (#1)                | 2010-2016                                     | Chloé Berthier                         |
| Mackenzie Mauzy      | Phoebe Forrester               | 2006-2008                                     | Delphine Allemane                      |
| Todd McKee           | Jack MacClaine                 | 1990-1993, 2007-2016, 2018, 2019              | Olivier Destrez puis David Gozlan      |
| Daniel McVicar       | Clarke Garrison                | 1987-1992, 1996-2009                          | Antoine Tomé                           |
| Tracy Melchior       | Kristen Forrester (#2)         | 2001-2006, 2008, 2012, 2013, 2017             | Nathalie Gazdik                        |
| Carrie Mitchum       | Donna Logan (#1)               | 1987-1991, 1994, 1996, 2000, 2001, 2003       |                                        |
| Karla Mosley         | Maya Avant                     | 2013-2019                                     | Alice Taurand                          |
| Ronn Moss            | Ridge Forrester (#1)           | 1987-2012                                     | Gérard Berner                          |
| Clayton Norcross     | Thorne Forrester (#1)          | 1987-1989                                     |                                        |
| Joan McMurtrey       | Michelle Paxson                | 2000-2004                                     |                                        |
| Ashlyn Pearce        | Aly Forrester                  | 2013-2015                                     | Delphine Rivière                       |
| Robert Pine          | Stephan Logan (#1)             | 1988, 1994, 1996, 1997, 2000-2001             | Jean-François Aupied                   |
| Maeve Quinlan        | Megan Conley                   | 1995-2005                                     | Sophie Fontaine puis Céline Duhamel    |
| Ingo Rademacher      | Thorne Forrester (#4)          | 2017-2019                                     | Mathieu Buscatto                       |
| Denise Richards      | Shauna Fulton                  | 2019-2022                                     | Delphine Braillon                      |
| Robin Riker          | Elizabeth Henderson Logan (#4) | 2008-2010                                     | Marion Game                            |
| Chris Robinson       | Jack Hamilton                  | 1992-1997, 2000-2002, 2005                    | Michel Paulin                          |
| Tom Schmid           | Révérend Daniels               | 2003-2006, 2009                               |                                        |
| Mary Sheldon         | Donna Logan (#2)               | 2001                                          | Gaëlle Savary                          |
| Nancy Sloan          | Katie Logan (#1)               | 1987-1989, 1994-1996, 2000, 2001, 2003, 2004  | Amélie Morin                           |
| Rena Sofer           | Quinn Fuller                   | 2013-2022                                     | Sybille Tureau                         |
| James Storm          | William Spencer                | 1987-1994, 1997, 2000, 2003, 2009             |                                        |
| Scott Thompson Baker | Connor Davis                   | 1993-1998, 2000, 2002                         | Philippe Catoire                       |
| Justin Torkildsen    | Rick Forrester (#3)            | 1999-2006                                     | Romain Redler                          |
| Jeff Trachta         | Thorne Forrester (#2)          | 1989-1996                                     |                                        |
| Anthony Turpel       | R.J. Forrester                 | 2016-2018                                     |                                        |
| Jeremy Ray Valdez    | Alex Sanchez                   | 2018-2022                                     | Raphaël Mathon                         |
| Ethan Wayne          | Storm Logan (#1)               | 1987-1988, 1994, 1998, 2000, 2001, 2003       | Patrick Laplace                        |
| Drew Tyler Bell      | Thomas Forrester (#1)          | 2004-2010                                     | Fabrice Trojani puis Vincent De Bouard |
| Hunter Tylo          | Taylor Hayes (#1)              | 1990-2002, 2005-2014, 2018-2019               | Annie Balestra                         |
| Jack Wagner          | Nick Marone (#1)               | 2003-2012, 2022                               | Patrick Laplace                        |
| Hollis W. Chambers   | Paul Hollister                 | 2021-2024                                     | Fred Colas                             |
| Diamond White (en)   | Paris Buckingham               | 2020-2024                                     | Aurélie Konaté                         |
| Sherilyn Wolter      | Taylor Hayes (#2)              | 1990                                          |                                        |
| Jacob Young          | Rick Forrester (#2)            | 1997-1999, 2011-2018                          | Stéphane Roux                          |
| Stephanie Y. Wang    | Madison Lee                    | 2007-2014                                     | Margaux Laplace                        |

## Production / Distribution
Le feuilleton est produit par Bell-Phillip Television Productions Inc et distribué par BBL Distribution, Inc. Il est adapté et doublé en français d'abord par la société de doublage SOFI et depuis juillet 2007 par la société Audiophase.
En novembre 2023, la production fait appel à une autre société pour assurer la suite du doublage. Ce nouveau doublage aura des conséquences désastreuses sur les audiences, les téléspectateurs suisses désertent le soap, mettant en péril la diffusion du soap. La production, qui avait choisi ce nouveau doublage pour faire baisser les coûts, décide de revenir au doublage précédent et fait de nouveau appel, en mars 2024, à la société Audiophase, qui se voit de nouveau confier le doublage. Tous les comédiens d'origine reprennent leurs personnages. Les épisodes ayant subi un nouveau doublage depuis l'épisode 9095 sont re-doublés par Audiophase avant leur arrivée dans les autres pays francophones. La Suisse aura donc été le seul pays affecté par ce nouveau doublage pendant quelques mois. Elle retrouve également le doublage d'origine le 25 mars 2024 à partir de l'épisode 9177.

## Enregistrement
- Le feuilleton est enregistré à CBS Television City, 7800 Beverly Boulevard, Los Angeles CA 90036 à Hollywood, Californie, dans le studio 31.

## Générique

### Générique américain
Le générique américain est le générique le plus utilisé de par le monde. Il sert de générique à toutes les versions francophones. En France, il a été utilisé jusqu'en 1990 avant d'être changé.
La musique utilisée s'intitule High Upon This Love. Elle a été écrite par Jack Allocco et David Kurtz. Il en existe deux versions.
Le premier générique est interprété par le saxophoniste Eric Marienthal et a été visuellement créé par Wayne Fitzgerald. Il s'agit d'une succession de photos des principaux acteurs, entrecoupée par le logo du feuilleton (adapté pour chaque pays où le feuilleton porte un nom différent).
Ce générique a été utilisé de 1987 à 2004 pour 4 333 épisodes. Aux États-Unis, de novembre 1998 à juillet 1999, une version du générique chantée par Dionne Warwick a été utilisée en guise de générique de fin.
Le deuxième générique est apparu le 2 juillet 2004 (épisode 4 334) et consiste en une succession de séquences montrant chaque acteur, avec son nom et celui de son personnage inscrit, le tout sur un fond bleu. Pour l'occasion le logo et la musique ont été modernisés. Le logo se présente sous la forme d'un monogramme rouge portant les initiales du feuilleton (B&B aux États-Unis) juste au-dessus du titre. Tous les deux sont adaptés à chaque pays diffuseur du feuilleton. En raison des nombreux changements d'acteurs tout au long du feuilleton, il est actualisé au fur et à mesure des arrivées et des départs.
Le troisième générique est apparu le 21 février 2011 (épisode 6 010) et consiste en un montage montrant les personnages en groupe (les Forrester, les Logan, les Spencer, les Barber et les Avant) regardant un défilé de mode avec admiration. Leurs nom réels et de fiction sont toujours mentionnés. La musique a été remixée et est très festive ce qui donne un aspect plus dynamique au générique.
Le quatrième générique débute le 23 mars 2017, le jour du 30e anniversaire (épisode 7 549) et s'inspire trait pour trait de la toute première version du générique, utilisée entre 1987 et 2004 avec un peu de modernité en mettant en avant les acteurs actuels. La musique est très similaire à celle de l'époque. Le logo d'origine est d'ailleurs repris, ce générique a un goût très nostalgique pour les fans.

### Générique français
Deux génériques chantés sont propres à la diffusion française.
En 1990, afin de concurrencer le feuilleton Santa Barbara diffusé sur la chaîne rivale TF1, Antenne 2 a décidé de franciser elle aussi le générique de son feuilleton. La chaîne a donc fait appel au compositeur Jean Renard pour cette nouvelle version.
La chanson, intitulée Amour, Gloire et Beauté, est interprétée en duo par Patrick Liotard et Sylvaine et a même eu droit à une sortie en vinyle. Avec cela, le générique a aussi été modifié sur le plan visuel. On a désormais droit à une longue séquence d'1 minute et 30 secondes montrant un défilé de mode. On peut y apercevoir les personnages de Brooke Logan et Taylor Hayes qui défilent.
Le deuxième générique français est visuellement la réplique de la version américaine, excepté au niveau du logo et du titre propre à la version française, et a commencé à être utilisé lui aussi à partir de l'épisode 4 334 (diffusé en France le 28 août 2006). Concernant la musique, il s'agit toujours de la chanson Amour, Gloire et Beauté, remixée pour l'occasion et désormais interprétée par Patrick, seul.
Le troisième générique français apparaît le 22 juillet 2013 lors de l'épisode 6 109 et reprend le visuel du générique américain tout en conservant la chanson française.
Le quatrième générique français fait ses débuts le 27 septembre 2018 à l'épisode 7 549 (tout comme aux États-Unis). La chanson française est conservée comme à l'accoutumée.

## Amour, Gloire et Beauté, dérivé du feuilleton Les Feux de l'amour
Les feuilletons Les Feux de l'amour et Amour, Gloire et Beauté ont tous les deux été créés par William Joseph Bell et Lee Phillip Bell. Ils sont liés : l'action du premier se déroule à Genoa City, celle du second à Los Angeles. Plusieurs crossovers (croisements) ont donc lieu, surtout pour le monde des affaires. Il est arrivé que les acteurs gardent le même personnage et recommencent une ligne de scénario. Des acteurs ont joué dans les deux feuilletons mais des personnages différents. La plupart ont commencé par un rôle dans Les Feux de l'amour avant d'obtenir un autre rôle dans Amour, Gloire et Beauté.

### Acteurs ayant joué dans les deux feuilletons
| Acteurs               | Personnages              | Personnages                  |
| Acteurs               | Dans Les Feux de l'amour | Dans Amour, Gloire et Beauté |
| --------------------- | ------------------------ | ---------------------------- |
| Marla Adams           | Dina Mergeron            | Beth Logan (#3)              |
| Marilyn Alex          | Molly Carter             | Molly Carter                 |
| Matthew Atkinson      | Austin Travers           | Thomas Forrester (#9)        |
| Obba Babatundé        | Carter Campbell          | Julius Avant                 |
| Peter Barton          | Scott Grainger           | Scott Grainger               |
| Lauralee Bell         | Christine Blair          | Christine Blair              |
| Peter Bergman         | Jack Abbott              | Jack Abbott                  |
| Katrina Bowden        | Florence Logan           | Florence Logan               |
| Wayne Brady           | lui-même                 | lui-même                     |
| Wayne Brady           | lui-même                 | Reese Buckingham             |
| Eric Braeden          | Victor Newman            | Victor Newman                |
| Tracey E. Bregman     | Lauren Fenmore Baldwin   | Lauren Fenmore Baldwin       |
| Darin Brooks          | Wyatt Spencer            | Wyatt Spencer                |
| Peter Brown           | Robert Lawrence          | Blake Hayes                  |
| Kimberlin Brown       | Sheila Carter            | Sheila Carter                |
| Ramona Bruland        | elle-même                | elle-même                    |
| Darcy Rose Byrnes     | Abby Newman              | Abby Newman                  |
| John Castellanos      | John Silva               | Jeff Talon                   |
| Judith Chapman        | Gloria Fisher (#2)       | Gloria Fisher (#2)           |
| Judith Chapman        | Jill Foster (#5)         | Gloria Fisher (#2)           |
| Darlene Conley        | Rose DeVille             | Sally Spectra                |
| Zack Conroy           | Oliver Jones             | Oliver Jones                 |
| Jeanne Cooper         | Katherine Chancellor     | Katherine Chancellor         |
| Michael Corbett       | David Kimble             | Evan Scott                   |
| Barbara Crampton      | Leanna Love Randolph     | Maggie Warwick               |
| Michael Damian        | Danny Romalotti          | Danny Romalotti              |
| Patrika Darbo         | Shirley Spectra          | Shirley Spectra              |
| Eileen Davidson       | Ashley Abbott (#1)       | Ashley Abbott (#1)           |
| Don Diamont           | Brad Carlton             | Brad Carlton                 |
| Don Diamont           | Bill Spencer Jr.         |                              |
| Andrea Evans          | Tawny Moore              | Tawny Moore                  |
| Andrea Evans          | Patty Williams (#3)      | Tawny Moore                  |
| Susan Flannery        | Stephanie Forrester      | Stephanie Forrester          |
| Adrienne Frantz       | Ambre Moore              | Ambre Moore                  |
| Jennifer Gareis       | Grace Turner             | Donna Logan (#2)             |
| Linsey Godfrey        | Caroline Spencer         | Caroline Spencer             |
| Rick Hearst           | Matt Clark (#2)          | Whipple Jones III            |
| Courtney Hope         | Sally Spectra            | Sally Spectra                |
| Ashley Jones          | Megan Dennison           | Bridget Forrester (#4)       |
| Sean Kanan            | Deacon Sharpe            | Deacon Sharpe                |
| Lesli Kay             | Felicia Forrester (#2)   | Felicia Forrester (#2)       |
| Hunter King           | Summer Newman (#6)       | Summer Newman (#6)           |
| Lauren Koslow         | Lindsey Wells            | Margo Linley                 |
| Kelly Kruger          | Mackenzie Browning (#3)  | Eva                          |
| Katherine Kelly Lang  | Brooke Logan             | Brooke Logan                 |
| Tonya Lee Williams    | Olivia Hastings          | Olivia Hastings              |
| Kate Linder           | Esther Valentine         | Esther Valentine             |
| Eva Longoria          | Isabella Braña           | Serveuse                     |
| Aaron Lustig          | Tim Reid                 | Tim Reid                     |
| Beth Maitland         | Traci Abbott Connolly    | Traci Abbott Connolly        |
| John McCook           | Lance Prentiss           | Eric Forrester               |
| John McCook           | Eric Forrester           | Eric Forrester               |
| Joan McMurtrey        | Phillips                 | Michelle Paxson              |
| Michael Mealor        | Kyle Abbott (#9)         | Kyle Abbott (#9)             |
| Tracy Melchior        | Veronica Martin (#2)     | Kristen Forrester (#2)       |
| Karla Mosley          | Amanda Sinclair (#2)     | Maya Avant                   |
| Amanda et Rachel Pace | Abby Newman (#3)         | Hope Logan (#7)              |
| Scott Palmer          | Tim Sullivan             | Cannon                       |
| Tristan Rogers        | Colin Atkinson           | Hunter Jones                 |
| Susan Seaforth Hayes  | JoAnna Manning           | JoAnna Manning               |
| Shari Shattuck        | Ashley Abbott (#3)       | Heather Thompson             |
| Kin Shriner           | Harrison Bartlett        | Brian Carey                  |
| Kin Shriner           | Jeffrey Bardwell (#2)    | Brian Carey                  |
| James Storm           | Neil Fenmore             | William Spencer              |
| Rebecca Street        | Jessica Blair            | Gale Moses                   |
| Melody Thomas Scott   | Nikki Newman (#3)        | Nikki Newman (#3)            |
| Heather Tom           | Victoria Newman (#2)     | Katie Logan (#2)             |
| CeCe Tsou             | Réceptionniste d'hôtel   | Brio                         |
| Sheryl Underwood      | Clarice Collins          | Emmy                         |
| Jacob Young           | Rick Forrester (#1)      | Rick Forrester (#1)          |
| Sean Whalen           | Employé de motel         | Carl Ferret                  |
| Greg Wrangler         | Steve Connelly           | Ron Deacon                   |

## DVD
- Un 1er coffret « Best-of » est sorti aux Pays-Bas, en France et en Australie en 2008. La version australienne comporte 5 disques, alors que les versions européennes tiennent sur 3 disques et comportent la VO en plus du doublage local.
- Un 2e coffret « Best-of » est sorti en 2009. Il contient la plupart des mariages les plus marquants de la série. La version française tient sur 3 disques mais ne comporte pas de VO.

| Best-of #1 (1987-2004) - 21 épisodes | Best-of #1 (1987-2004) - 21 épisodes                                                     |
| Contenu | Dates de sortie                                                                          |
| --- | ---------------------------------------------------------------------------------------- |
| - Le 1er épisode - La rencontre de Brooke avec la famille Forrester - Le mariage de Sally et Clarke - La perte de mémoire de Stephanie - Sally confronte Macy à son alcoolisme - Le 1er mariage de Brooke et Ridge (2 épisodes) - Le kidnapping de Jessica - L'ouverture de la Chambre de Brooke - La 1re 'mort' de Macy - Le retour de Macy à Portofino - La fusillade entre Sheila, Brooke et Taylor - La résurrection de Taylor - Sally aide Stephanie à changer de coupe de cheveux - La naissance de R.J. (2 épisodes) Bonus: - Les coulisses du tournage avec Jack Wagner - Célébration du 5000e épisode - Séance photo et interviews des acteurs par Ashley Jones - 10 questions-vérité à Ronn Moss | - Pays-Bas : 12 décembre 2007 - France : 3 septembre 2008 - Australie : 19 novembre 2008 |
| Best-of #2 (1987-2007) - 27 épisodes |                                                                                          |
| Contenu | Dates de sortie                                                                          |
| - Le mariage interrompu de Ridge et Caroline (2 épisodes) - Le vrai mariage de Ridge et Caroline - Le 1er mariage de Ridge et Taylor - Le mariage de Sheila et Eric (4 épisodes) - Le mariage d'Omar et Taylor (2 épisodes) - Le 2e mariage de Ridge et Taylor (2 épisodes) - Le remariage de Stephanie et Eric - Le 2e mariage d'Ambre et Rick - Le mariage surprise de Thorne et Macy - Le 2e mariage de Bridget et Deacon - Le mariage de Brooke et Whip - Le mariage de Macy et Lorenzo - Le mariage de Macy et Deacon - Le 2e mariage de Brooke et Ridge - Le 3e mariage de Brooke et Ridge - Ridge et Taylor se remettent ensemble (2 épisodes) - Le mariage interrompu de Nick et Bridget (2 épisodes) - Le mariage interrompu de Felicia et Dante - Le mariage de Taylor et Nick Bonus: - 10 questions-vérité à Winsor Harmon - 10 questions-vérité à Brandon Beemer - 10 questions-vérité à Lesli Kay - Le faux dressing de Hunter Tylo - Interview de Jack Wagner - Interview de Ashley Jones - Interview de Jennifer Gareis | - France : 11 mars 2009 - Australie : 1er avril 2009                                     |

## Récompenses et nominations
Le feuilleton a reçu un très grand nombre de récompenses et de nominations au fil des années, que ce soit pour le jeu des acteurs ou les histoires développées. En tête des cérémonies où le feuilleton a été le plus plébiscité on trouve les Daytime Emmy Awards (9 victoires et 32 nominations) et les Soap Opera Digest Awards (3 victoires et 76 nominations).

## Autour du feuilleton
(juillet 2020).
Si vous disposez d'ouvrages ou d'articles de référence ou si vous connaissez des sites web de qualité traitant du thème abordé ici, merci de compléter l'article en donnant les références utiles à sa vérifiabilité et en les liant à la section « Notes et références ».
- Le rappeur Passi fait référence au feuilleton dans sa chanson Je zappe et je mate. De même pour Alonzo, qui s’inspire en 2012 du feuilleton pour nommer son album Amour, Gloire et Cité.
- Dans le film Les Rois mages des Inconnus, les protagonistes regardent le feuilleton à la télé. La scène diffusée à ce moment-là montre les personnages de Sheila Carter-Forrester et James Warwick en train de discuter. On peut ensuite entendre le générique du feuilleton, que l'on ré-entendra sous forme d'écho à la fin du film lorsque les Rois Mages sont dans le désert.
- Le chanteur Usher a fait ses débuts dans le feuilleton.
- Le chanteur Daddy Yankee obtient un contrat de 6 épisodes en juin 2010.
- Les épisodes de fin mai 2010 à juillet 2010 verront arriver des musiques d'ambiance reggaeton, électro et rock, interprété et produit par Daddy Yankee.
- Le feuilleton est entré en mai 2010 dans le livre des records et continue de ramasser les récompenses partout dans le monde.
- Le style du soap a évolué dès l'été 2008 avec une nouvelle réalisation plus dynamique et plus jeune. Des scènes en extérieur ainsi que des cliffhangers plus poussés.
- Le soap est tourné sur le plateau 31 de CBS à Los Angeles. De 50 à 60 décors utilisés chaque année, 32 semaines de tournage par an.
- Le titre français du feuilleton est très vraisemblablement inspiré du vers suivant de John Keats : Verse, Fame and Beauty are intense indeed (« Poésie, Gloire et Beauté sont vraiment intenses »).
- La "résidence Forrester" existe bien, elle est située au 9955 Beverly Grove Drive à Beverly Hills en Californie. La maison appartenait à la famille Bell, les créateurs des Feux de l'amour et d'Amour, Gloire et Beauté.
- En France, le feuilleton est aussi diffusé sur RTL9 (sous le titre "Top Models") où il réalise une audience de 100 000 téléspectateurs le 8 septembre 2016[16].